# 1925

## Събития

### В света
- 1 януари
  - В Норвегия столицата Кристиания е преименувана на Осло.
  - Американският астроном Едуин Хъбъл обявява откриването на галактики извън Млечния път.

### В България
- 16 април – Атентат в църквата „Света Неделя“, най-тежкият терористичен акт в историята на България
- 18 октомври – В Анкара (тогава Ангора) между България и Турция е подписан Ангорския договор.

## Родени
- Георги Кардашев, български футболист († 1988 г.)
- (вероятно) Иди Амин, угандийски диктатор († 2003 г.)
- 2 януари – Франческо Коласуоно, италиански духовник († 2003 г.)
- 7 януари
  - Манол Тодоров, български музикант, фолклорист и педагог († 2019 г.)
  - Джералд Даръл, английски зоолог и писател († 1995 г.)
- 9 януари – Лий Ван Клийф, американски актьор († 1989 г.)
- 11 януари – Свобода Бъчварова, българска киносценаристка, редакторка и писателка († 2012 г.)
- 13 януари – Георги Калоянчев, български актьор († 2012 г.)
- 14 януари
  - Юкио Мишима, японски писател († 1970 г.)
  - Мария Чичикова, българска археоложка († 2021 г.)
- 20 януари – Борис Апостолов, български футболист († 2009 г.)
- 26 януари – Пол Нюман, американски актьор и режисьор († 2008 г.)
- 28 януари – Раджа Рамана, индийски ядрен физик († 2004 г.)
- 30 януари – Дъглас Енгълбърт, американски изобретател († 2013 г.)
- 1 февруари – Ивайла Вълкова, българска журналистка († 2008 г.)
- 5 февруари – Генчо Стоев, български писател († 2002 г.)
- 6 февруари – Цветан Николов, български писател († 1992 г.)
- 7 февруари – Херберт Айзенрайх, австрийски писател († 1986 г.)
- 8 февруари – Джак Лемън, американски актьор († 2001 г.)
- 10 февруари – Начо Начев, български учен († 1995 г.)
- 19 февруари – Борис Арабов, български артист и киноартист († 1984 г.)
- 20 февруари
  - Робърт Олтмън, американски режисьор († 2006 г.)
  - Гирия Прасад Койрала, непалски политик († 2010 г.)
- 2 март – Ефим Гелер, украински шахматист († 1998 г.)
- 3 март – Цви Замир, израелски генерал († 2024 г.)
- 12 март – Хари Харисън, американски писател († 2012 г.)
- 18 март – Лазар Христов, български футболист
- 21 март – Питър Брук, английски театрален и филмов режисьор († 2022 г.)
- 22 март – Волфганг Бехлер, немски поет и белетрист († 2007 г.)
- 28 март – Владимир Гоев, български художник († 2013 г.)
- 10 април – Добромир Ташков, български футболист († 2017 г.)
- 1 май – Скот Карпентър, американски астронавт († 2013 г.)
- 2 май – Джон Невил, английски актьор († 2011 г.)
- 16 май – Нилтон Сантош, бразилски футболист († 2013 г.)
- 19 май – Пол Пот, камбоджански диктатор († 1998 г.)
- 20 май – Алексей Туполев, съветски авиоконструктор († 2001 г.)
- 23 май – Джошуа Лидърбърг, американски генетик, Нобелов лауреат през 1958 г. († 2008 г.)
- 3 юни – Тони Къртис, американски актьор († 2010 г.)
- 4 юни – Кольо Витковски, български художник († 1999 г.)
- 8 юни – Барбара Буш, първа дама на САЩ 1989–1993 г., съпруга на президента Джордж Х. У. Буш († 2018 г.)
- 9 юни – Кийт Лаумър, американски писател († 1993 г.)
- 16 юни – Георги Парцалев, български актьор († 1989 г.)
- 29 юни – Джорджо Наполитано, италиански политик († 2023 г.)
- 30 юни – Филип Жакоте, швейцарски поет († 2021 г.)
- 1 юли – Фарли Грейнджър, американски актьор († 2011 г.)
- 2 юли – Патрис Лумумба, конгоански политик и пръв министър-председател на Демократична република Конго († 1961 г.)
- 3 юли – Асен Попов, български скулптор († 2008 г.)
- 14 юли – Георги Джагаров, български поет и драматург († 1995 г.)
- 18 юли – Иван Кондов, български актьор († 2004 г.)
- 20 юли – Жак Делор, френски икономист и политик († 2023 г.)
- 25 юли – Розалинд Френклин, английска биофизичка († 1958 г.)
- 1 август – Ернст Яндл, немски поет и драматург († 2000 г.)
- 3 август – Ален Турен, френски социолог († 2023 г.)
- 11 август – Алия Изетбегович, босненски политик († 2003 г.)
- 15 август – Оскар Питърсън, канадски джазов музикант († 2007 г.)
- 21 август – Тома Караджиу, румънски актьор († 1977 г.)
- 23 август
  - Дончо Дончев, български писател († 2013 г.)
  - Сулхан Цинцадзе, грузински композитор († 1991 г.)
- 28 август – Аркадий Стругацки, руски писател († 1991 г.)
- 8 септември – Питър Селърс, британски комик († 1980 г.)
- 15 септември – Кирил Лавров, руски артист († 2007 г.)
- 16 септември – Би Би Кинг, американски китарист († 2015 г.)
- 23 септември – Николай Кауфман, български музиковед († 2018 г.)
- 1 октомври – Мария Столарова, българска художничка († 2016 г.)
- 3 октомври – Гор Видал, американски писател († 2012 г.)
- 6 октомври – Любен Беров, български политик († 2006 г.)
- 9 октомври – Барбара Кьониг, немска писателка († 2011 г.)
- 13 октомври – Маргарет Тачър, британски политик († 2013 г.)
- 24 октомври
  - Виолета Масларова, българска художничка († 2006 г.)
  - Лучано Берио, италиански композитор († 2003 г.)
- 26 октомври – Ян Волкерс, нидерландски писател († 2007 г.)
- 3 ноември – Дитер Велерсхоф, немски писател († 2018 г.)
- 7 ноември – Уилям Уортън, американски писател († 2008 г.)
- 14 ноември – Александър Караиванов, български аграрен учен († 2006 г.)
- 15 ноември
  - Ненчо Станев, български политик († 2000 г.)
  - Хайнц Пионтек, немски писател († 2003 г.)
- 17 ноември – Рок Хъдзън, американски актьор († 1985 г.)
- 20 ноември – Робърт Кенеди, американски политик († 1968 г.)
- 24 ноември – Симон ван дер Меер, холандски физик, Нобелов лауреат († 2011 г.)
- 25 ноември – Нона Мордюкова, руска актриса († 2008 г.)
- 29 ноември – Ернст Хапел, австрийски футболист и треньор († 1992 г.)
- 1 декември – Любомир Кабакчиев, български актьор († 1986 г.)
- 3 декември – Ким Те Чжун, южнокорейски политик, лауреат на Нобелова награда за мир през 2000 г. († 2009 г.)
- 5 декември – Анастасио Сомоса Дебайле, никарагуански диктатор († 1980 г.)
- 16 декември – Хелмут Прайслер, немски поет и преводач († 2010 г.)
- 19 декември – Танкред Дорст, немски писател († 2017 г.)
- 23 декември
  - Пиер Береговоа, френски политик († 1993 г.)
  - Мохамед Мзали, тунизийски политик († 2010 г.)
- 25 декември – Карлос Кастанеда, американски автор († 1998 г.)
- 27 декември – Мишел Пиколи, френски актьор († 2020 г.)

## Починали
- Евтим Цеков, български революционер
- Михаил Байловски, български общественик от Македония
- Жеко Димитров, деец на БКП
- Никола Топалджиков, български военен деец
- 2 януари – Никола Петров, български борец (р. 1873 г.)
- 3 февруари – Оливър Хевисайд,
- 12 февруари – Вълчо Иванов, деец на БКП
- 13 февруари
  - Андрей Букурещлиев, български военен деец
  - Никола Милев, български историк
- 17 февруари
  - Никодим Кондаков, руски изкуствовед и византинист (р. 1844 г.)
  - Тодор Страшимиров, български политик
- 24 февруари
  - Хялмар Брантинг, шведски политик, лауреат на Нобелова награда за мир през 1921 г. (р. 1860 г.)
  - Карл Ялмар Брантинг, шведски политик
- 25 февруари – Георги Скрижовски, български революционер (р. 1882 г.)
- 28 февруари – Фридрих Еберт, немски политик
- 6 март – Харалампи Стоянов, български комунист
- 12 март – Сун Ятсен, китайски политик (р. 1866 г.)
- 16 март – Август фон Васерман, немски бактериолог
- 20 март – Джордж Кързън, английски политик
- 25 март – Коста Шулев, деец на БКП и БКМС
- 26 март – Яко Доросиев,
- 30 март – Рудолф Щайнер, австрийски философ и учен (р. 1861 г.)
- 14 април – Константин Георгиев, български военен деец
- 15 април – Август Ендел, немски архитект
- 16 април
  - Кръстю Златарев, български военен деец (р. 1864 г.)
  - ген. л-т Калин Найденов, български военен и държавен деец (р. 1865 г.)
  - Александър Давидов, български военен деец
  - Григор Кюркчиев, български военен деец
  - Иван Попов, български военен деец и политик
  - Иван Стойков, български военен деец
  - Иван Табаков, военен деец
  - Йосиф Хербст, журналист
  - Петър Лолов, български военен деец
  - Спас Жостов, български офицер
  - Спиридон Михайлов, български офицер
  - Стефан Нерезов, български военен деец
  - Стефан Нойков, български военен деец
  - Стоян Пушкаров, български военен деец
- 17 април – Николай Петрини, деец на БЗНС
- 21 април – Коста Янков, български комунист
- 23 април – Иван Манев, деец на БКП
- 27 април
  - Петко Енев, деец на БКП
  - Сергей Румянцев, български поет
  - Темелко Ненков, деец на БКП
- 28 април – Александър Боримечков, деец на БКП
- 29 април – Димитър Грънчаров, деец на БЗНС
- 1 май – Герасим Михайлов, български комунист
- 8 май – Тодор Паница, български революционер
- 10 май? – Христо Ясенов, български поет (р. 1889 г.)
- 15 май? – Гео Милев, български поет и публицист (р. 1895 г.)
- 26 май – Георги Шейтанов, български анархист
- 3 юни – Камий Фламарион, френски астроном
- 11 юни – Порфирий Стаматов, български и руски юрист
- 15 юни – Панчо Михайлов, български революционер
- 20 юни
  - Васил Икономов, анархист
  - Йозеф Бройер, австрийски психиатър
- 22 юни – Митьо Ганев, деец на БКП
- 25 юли – Емануил Иванов, български математик
- 26 юли – Готлоб Фреге, немски математик и философ
- 10 август – Асен Даскалов, български революционер
- 29 септември – Леон Буржоа, френски политик
- 6 октомври – Ефтим Китанчев, български спортен функционер
- 16 октомври – Харалампи Златанов, български революционер
- 31 октомври – Михаил Фрунзе, съветски политически лидер
- 19 ноември – Анри Файол, френски учен
- 20 ноември
  - Александра Датска, Кралица на Великобритания, Императрица на Индия и Датска принцеса
  - Стефан Жеромски, полски писател
- 5 декември – Владислав Реймонт, полски писател
- 25 декември – Карл Абрахам, германски психоаналитик и психиатър
- 28 декември – Сергей Есенин, руски поет (р. 1895 г.)
- неизвестна дата – Ана Маймункова, български политик (р. 1878 г.)

## Нобелови награди
- Физика – Джеймс Франк, Густав Лудвиг Херц
- Химия – Рихард Зигмонди
- Физиология или медицина – наградата не се присъжда
- Литература – Джордж Бърнард Шоу
- Мир – Сър Остин Чембърлейн, Чарлз Гейтс Деуес

Вижте също:
- календара за тази година